# سندیکای هنرمندان صحنه لهستان
سندیکای هنرمندان صحنه لهستان (لهستانی: Związek Artystów Scen Polskich؛ ‏انگلیسی: Union of Polish Stage Artists) یک سندیکا لهستانی است که در ۲۱ دسامبر ۱۹۱۸ و در جریان کنگره قانون اساسی در پادشاهی لهستان در مکان «تئاتر رُزمایتوشچی» در ورشو بنیان نهاده شد و نخستین رئیس آن «یوزف شلویتسکی» بود. از جمله نخستین امضاکنندگان اساسنامهٔ این سندیکا، می‌توان به استفان یاراچ، یولیوش اوستروا و الکساندر زلوروویچ اشاره کرد.
برخی دیگر از رؤسای این اتحادیهٔ صنفی، فلیکس خمورکوفسکا، وویچیخ بریجینسکی، یان کرچمار، گوستاف هولوبک، آندژی شچپکوفسکی، کاژیمیش دیمک، آندژی واپیتسکی، اولگیرد ووکاشویچ، اینیاسی گوگولفسکی، یوانا اشتپکوفسکا و اولگیرد ووکاشویچ بودند.